# Ayrton Morales
Ayrton Morales (n. Urdaneta, Ecuador; 19 de mayo de 1995) es un futbolista ecuatoriano. Juega de portero y su actual equipo es Chacaritas Fútbol Club de la Serie B de Ecuador.

## Trayectoria
Ayrton Morales jugó en las categorías inferiores de Barcelona Sporting Club, club con el que debuta en primera el 2014 teniendo 19 años, atajando dos partidos en los que tuvo buenas actuaciones y solo recibió un gol de penal. Parte del año 2016 formó parte del primer plantel que fue campeón de Ecuador. Ese mismo año tuvo un paso por el Toreros Fútbol Club donde fue el arquero titular y campeón de la Segunda Categoría del Guayas. El 2017 pasa al Club Sport Emelec.
En 2021 fue contratado por Everest para que defienda el arco del Campeón de Segunda de Guayas 2020.

## Clubes
| Club             | País    | PJ | Año         |
| ---------------- | ------- | -- | ----------- |
| Barcelona        | Ecuador | 2  | 2014 - 2016 |
| Toreros          | Ecuador | 8  | 2016        |
| Emelec           | Ecuador | 3  | 2017 - 2018 |
| Deportivo Cuenca | Ecuador | 0  | 2019        |
| Everest          | Ecuador | 0  | 2021        |
| Chacaritas F. C. | Ecuador | 0  | 2022 - act. |

## Palmarés

### Campeonatos nacionales
| Título                       | Club          | Año  |
| ---------------------------- | ------------- | ---- |
| Serie A de Ecuador           | Barcelona     | 2016 |
| Segunda Categoría del Guayas | Toreros F. C. | 2016 |
| Serie A de Ecuador           | Emelec        | 2017 |

### Campeonatos nacionales amistosos
| Título                 | Club      | País    | Año  |
| ---------------------- | --------- | ------- | ---- |
| Trofeo Hincha Amarillo | Barcelona | Ecuador | 2015 |
| Copa Nelson Muñoz      | Barcelona | Ecuador | 2016 |

### Campeonatos internacionales amistosos
| Título             | Club      | País    | Año  |
| ------------------ | --------- | ------- | ---- |
| Copa EuroAmericana | Barcelona | Ecuador | 2015 |